# 千葉広樹
千葉 広樹（ちば ひろき）は、日本のゲームクリエイター。男性。スクウェア・エニックス所属。

## 作品
- クロノ・トリガー：イベントプラン（1995年）
- ダイナマイ・トレーサー：ディレクター（1996年）
- ファイナルファンタジーVII：イベントプランナー（1997年）
- ファイナルファンタジーVIII：イベントディレクター（1999年）
- クロノ・クロス：イベントプラン（1999年）
- ファイナルファンタジーX：イベントプランナー（2001年）
- ダージュ オブ ケルベロス ファイナルファンタジーVII：シナリオ、イベントプランナー（2006年）
- シグマ ハーモニクス：ディレクター、シナリオ、イベントプランナー（2008年）
- ファイナルファンタジー零式：リードシナリオライター（2011年）
- ワールド オブ ファイナルファンタジー：ディレクター（2016年）